# Lyonel Feininger
Lyonel Feininger (New York, 17 luglio 1871 – New York, 13 gennaio 1956) è stato un pittore statunitense di origine tedesca.

## Biografia

### Primi anni ed esordi
Primogenito del violinista Charles Feininger e della cantante Elizabeth, trascorre gli anni dell'infanzia e della prima giovinezza tra la sua città natale e il Connecticut. L'atmosfera familiare così intensamente legata alla musica sarà un'influenza imperitura per lui e nel 1880 comincia a seguire le orme dei genitori studiando con suo padre il violino. La sua passione per la musica lo spinge a seguire i genitori in Europa, nel 1887; approda dunque Berlino nella terra d'origine dove i suoi genitori sono impegnati in vari concerti; decide di restarvi per studiare musica, ma rapidamente la sua creatività prende una diversa direzione.
Si iscrive infatti nello stesso anno alla Scuola di Arti e Mestieri di Amburgo e poi, l'anno successivo, si trasferisce nuovamente a Berlino. Nel 1891 inizia gli studi all'Accademia di Berlino che terminerà tre anni più tardi, nel 1894; è allora che inizia a lavorare come caricaturista politico, attività che gli riserverà una grande notorietà e notevoli apprezzamenti nell'ambiente artistico cittadino. Lavora per settimanali satirici come Lustige Blätter, Ulk, Narrenschift.
Più tardi, a partire dal 1905, si allontanerà progressivamente dalla caricatura - arrivando quasi a rinnegare il proprio passato scrivendo infatti: «Sono appena un artista, comunque mai in quegli stupidi scherzi per i quali sono noto...».
Nel 1892 arriva a Parigi, dove studia all'Académie Colarossi, fondata dallo scultore italiano Filippo Colarossi, in opposizione all'ufficiale École des Beux Arts, il cui spirito risultava ormai troppo conservatore agli occhi dei giovani artisti del tempo. Ammira gli artisti tedeschi del Cafè du Dome, come Purrmann, Levi, Moll, che si riconoscevano nella violenta cromìa dei Fauves e in primo luogo di Matisse. Nel 1895 lavora anche per la ditta newyorkese "Harper & Brothers", ancora in qualità di caricaturista. Nel 1901 sposa Clara Fürst, figlia del pittore Gustav Fürst e dalla quale avrà due figlie, Lore e Marianne. Dal 1901 al 1903 partecipa con vari disegni alle annuali esposizioni della Secessione di Berlino. Nel 1905 conosce Julia Berg e per lei lascia Clara. L'anno seguente è a Weimar, poi a Parigi dove lavora ancora all'Académie Colarossi. Nello stesso 1906 Julia partorisce il suo primo figlio maschio, Andreas e, nello stesso anno, ottiene un contratto con il Chicago Sunday Tribune per due nuove serie a fumetti, The Kin-der-Kids e Wee Willie Winkie's World. Nel 1908 Lyonel e Julia si sposano a Londra. Nel 1910 nascono due altri figli, Laurence e Theodore Lux. A Parigi stringe rapporti con Robert Delaunay. Negli anni successivi viaggia molto, soggiorna a Londra, ritorna poi a Parigi, visita la Foresta Nera, la Normandia; quindi, nel 1908, rientra a Berlino. Il 1909 abbandona definitivamente la caricatura e si dedica esclusivamente alla pittura. Partecipa nuovamente alla mostra annuale della Secessione. Comincia a creare acqueforti e litografie e, nel 1911, di nuovo a Parigi, espone sei opere al Salon des Artistes Indépendants; nella capitale francese si avvicina al cubismo, grazie ai rapporti con Delaunay, e inizia a frequentare i loro circoli; ne condivide la ricerca "costruttiva" di scomposizione del reale e il rinnegamento della prospettiva tradizionale anche se egli mira oltre una semplice ricomposizione in termini armonici, ricercando piuttosto una concentrazione degli elementi formali e cromatici che sia totalmente umana: «...ma d'altra parte l'umanità è la sola cosa che mi interessa».
La suggestione cubista si fonde con la sua particolare sensibilità, ancora legato alla lezione Fauves, e quindi estremamente aperto alle nuove tendenze dell'espressionismo tedesco; infatti nel 1912 lavora all'atelier Zehlendorf a Berlino ed entra in contatto con gli artisti del Die Brücke, stringendo amicizia con Erich Heckel, Karl Schmidt-Rottluff, e Alfred Kubin.
Grazie al loro appoggio partecipa nel 1913 all'esposizione dell'Herbstsalon. In seguito (1918), stringerà rapporti anche con il Novembergruppe.
Visita la Turingia, tappa interiore, questa, molto importante per la sua pittura, dato che è a Gelmeroda che si delinea con maggior nitore quella che è la radice tematica della sua opera.
Penso che nei miei quadri non rappresenterò mai soggetti umani nel senso comune della parola; ma d'altra parte l'umanità è l'unica cosa che m'interessa; non posso fare nulla senza un caldo sentimento umano
Anche nelle forme architettoniche, uno dei suoi temi prediletti, l'immagine, risulta il frutto di una sintesi portentosa tra la monumentalità del costruttivismo e il vibrante dinamismo espressionista; tutto, sempre profondamente intriso di quella forza spirituale umana che egli ama e cerca continuamente nella propria arte.
Espone ancora: cinque opere su invito del Blaue Reiter di Franz Marc, poi per la galleria Die Sturm del mercante berlinese Herwart Walden.
È lo stesso Walden che organizza nel 1917 la sua prima grande mostra personale, con 111 opere esposte. Per il pittore ormai quarantaseienne, questa fu la seconda grande svolta della sua vita, quella che gli dette l'affermazione e la notorietà, dopo quella dell'avvio alla pittura del 1909.

Nel 1918 incontra Gropius; l'anno dopo, nel 1919, l'architetto fonda a Weimar il Bauhaus, e Feininger viene invitato, primo tra tutti, all'insegnamento. È, in fondo, l'approdo naturale di un artista come Feininger, tenendo conto delle sue complesse origini artistiche e del punto a cui è giunta la sua ricerca pittorica.

È sua la xilografia a corredo del manifesto del Bauhaus, dal titolo programmatico La cattedrale del socialismo, dove è raffigurata una cattedrale sormontata da una torre in cima alla quale si congiungono tre raggi ad indicare le tre arti maggiori: pittura, scultura, architettura.

### Anni venti del Novecento
L'immagine simbolica della cattedrale era molto apprezzata in quegli anni, grazie alla riscoperta dei problemi formali del gotico negli studi di Wilhelm Worringer Formprobleme der Gotik. All'interno del Bauhaus, frequentato tra l'altro fra il '22 e il '25 da suo figlio Andreas, poi architetto e fotografo, richiede di non avere l'obbligo d'insegnamento, e il suo incarico principale è la direzione della tipografia grafica. I rapporti più stretti all'interno della scuola sono con Kandinskij e Klee, insieme ai quali infatti fonda, con la collaborazione di Galka Scheyer, il gruppo Die Blaue Vier, ovvero de "I Quattro Blu", con l'apporto esterno di Alexej Jawlensky.

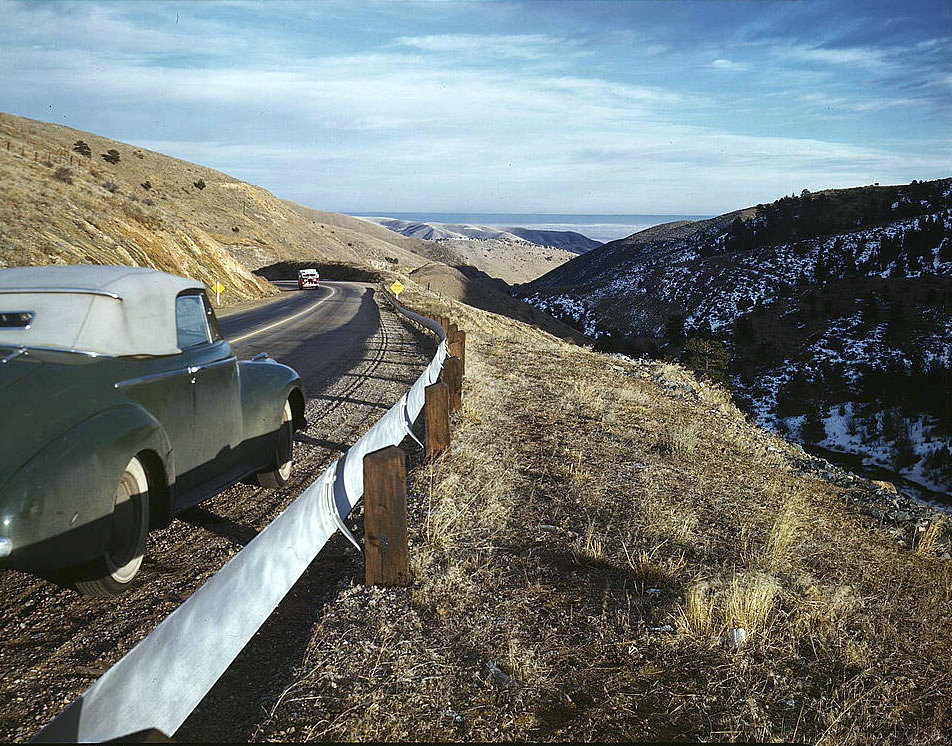
Fotografia di Andreas Feininger, figlio di Lyonel.

Il gruppo raccoglie le esigenze di pittori che sentivano l'urgenza di distaccarsi parzialmente dalle tendenze maggioritarie del Bauhaus, tendenze che erano fondamentalmente rigore compositivo, riduzione del linguaggio alle forme e ai colori primitivi, indagine profonda dei rapporti cromatici o dei problemi di spazio e luce (Moholy-Nagy). Il Blaue Vier privilegiava invece la fantasia libera, e un'impronta spirituale che erano fondamentalmente eredità del Blaue Reiter.

Questo non provocò comunque fratture interne al Bauhaus, che, soprattutto nella fase weimariana, tutelava e proteggeva ogni via alternativa, incentivando la divergenza e la libertà espressiva; ecco quello che infatti scrive Vilmos Huszar, membro del De Stijl: «Della marmellata espressionista (ciò che si fa al Bauhaus)...ognuno fa quel che gli suggerisce il suo umore del momento, ben lontano da ogni forma di responsabile disciplina...».
A differenza di Kandinskij e Klee, ad ogni modo, la sua attività didattica fu irregolare e sporadica, cosa che gli impedì lo sviluppo di una propria teoria sistematica; e, in effetti, ebbe per questo scarsa influenza sull'evoluzione dell'esperienza del Bauhaus.

Ad ogni modo, quando nel 1926 il Bauhaus si trasferisce a Dessau, anche Feininger lo segue, proseguendo il suo lavoro all'interno del movimento.

### Anni trenta del Novecento
L'atmosfera politica in Germania si fa però sempre più incandescente e pericolosa. Già dal 1931 il Partito Nazionalsocialista, nella sua campagna elettorale per le municipali di Dessau, chiedeva la chiusura del Bauhaus, accusato di essere una istituzione rivoluzionaria e un ricettacolo di dissidenza e sovversione.

Nel giro di un anno, i consensi dell'NSDAP raddoppiano e i nazisti giungono al potere nella Sassonia-Anhalt.
A Dessau il Bauhaus viene chiuso, e trasferito a Berlino, ma stavolta Feininger dà le dimissioni, con Alfred Arndt e Joost Schmidt.
Nel 1933, il nazismo vince le elezioni politiche, e Hitler scioglie i partiti e i sindacati. Procede anche alla definitiva liquidazione del Bauhaus, con l'accusa di kulturbolschevismus, ovvero di "bolscevismo culturale".
Feininger si trasferisce nuovamente a Berlino, ma tre anni dopo, il 6 maggio 1936, è costretto a lasciare la Germania; sua moglie Julia era in parte ebrea e debbono sfuggire alle persecuzioni.
Rientra a New York; qui continua la sua pittura, che acquisisce un contenuto tonale di rinnovato vigore ma che progressivamente perde il tradizionale rigore geometrico di matrice cubista. La sintesi monumentale di un tempo si tramuta in un debordante cromatismo, liquido e vigoroso al contempo, in uno sfaldarsi crepitante delle forme e in un contaminarsi di velature che trovano splendida espressione nella tecnica dell'acquarello.
Su tutto, un rinnovato senso "grafico" nella pittura, del resto del tutto naturale in colui che fu, come scrisse Georg Hermann nel 1901, "il miglior disegnatore di Berlino".

### Anni quaranta e cinquanta del Novecento
Negli Stati Uniti espone moltissimo, nel Kentucky, nel Minnesota, ancora a New York, poi nel Michigan e nel Rhode Island. Al 1940 risale la serie di dipinti Manhattan. Nel 1944 il MoMA organizza una grande retrospettiva con 180 opere del grande pittore. Nel 1947 viene eletto Presidente della Federation of American Painters and Sculptors.
Gli ultimi anni sono costellati di esposizioni e rassegne importanti.
Muore il 13 gennaio 1956.